# ليه بلانك
ليه بلانك (بالإنجليزية: Les Blank)‏ هو صانع أفلام وثائقية أمريكي، ولد في 27 نوفمبر 1935 في تامبا في الولايات المتحدة، وتوفي في 7 أبريل 2013 في بيركيلي في الولايات المتحدة بسبب سرطان وسرطان المثانة.

## وصلات خارجية
- الموقع الرسمي
- ليه بلانك على موقع IMDb (الإنجليزية)
- ليه بلانك على موقع ألو سيني (الفرنسية)
- ليه بلانك على موقع ميوزك برينز (الإنجليزية)
- ليه بلانك على موقع أول موفي (الإنجليزية)
- ليه بلانك على موقع قاعدة بيانات الأفلام السويدية (السويدية)
- ليه بلانك على موقع ديسكوغز (الإنجليزية)
- ليه بلانك على موقع قاعدة بيانات الفيلم (الإنجليزية)
- ليه بلانك على موقع كينوبويسك (الروسية)